# (18321) Бобров
(18321) Бобров (лат. Bobrov) — типичный астероид главного пояса, открыт 25 октября 1982 года советским астрономом Людмилой Журавлёвой в Крымской астрофизической обсерватории и 15 декабря 2005 года назван в честь советского футболиста и хоккеиста Всеволода Боброва.

## Обнаружение и именование
(18321) Бобров
Открыт 25 октября 1982 года в Крымской астрофизической обсерватории Л. В. Журавлёвой.
Всеволод Михайлович Бобров (1922—1979) — чемпион зимних Олимпийских игр 1956 года по хоккею с шайбой, чемпион мира 1954 и 1956 годов, чемпион Европы с 1954 по 1956 год по хоккею с шайбой и неоднократный чемпион бывшего СССР по футболу и хоккею с шайбой с 1945 по 1956 год.
Оригинальный текст (англ.)18321 Bobrov
Discovered 1982 Oct. 25 by L. V. Zhuravleva at the Crimean Astrophysical Observatory.
Vsevolod Mikhajlovich Bobrov (1922—1979) was an ice hockey champion of the 1956 winter Olympic games, a world champion in 1954 and 1956, a champion of Europe from 1954 to 1956 for ice-hockey and repeated champion of the former U.S.S.R. for football and hockey from 1945 to 1956.
Источники: 20051215/MPCPages.arc; M.P.C. 55722.

## Орбита

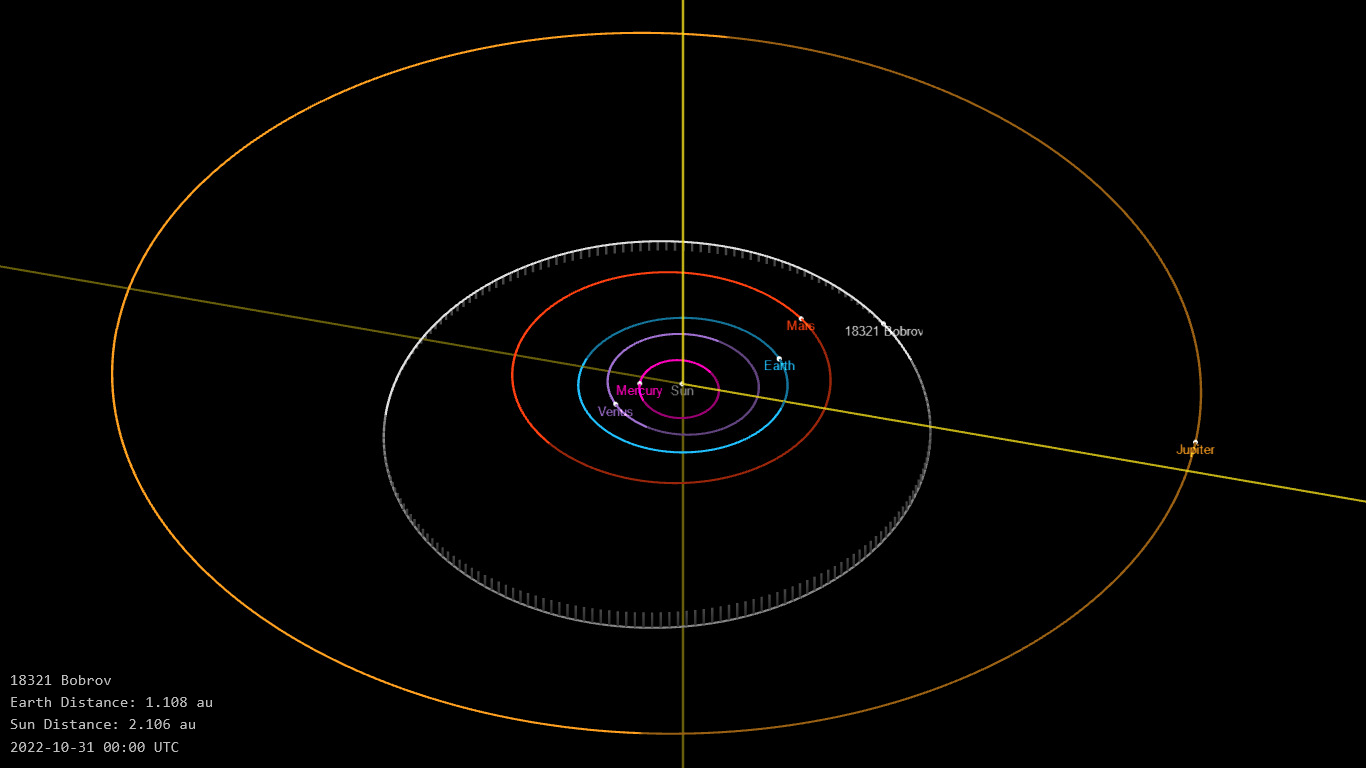
Орбита астероида Бобров и его положение в Солнечной системе

## Физические характеристики
Астероид относится к таксономическому классу C.
По результатам наблюдений в видимом и ближнем инфракрасном диапазоне космического телескопа NEOWISE диаметр астероида сначала оценивался равным 3,842±0,142 км, позже — 3,59±0,63 км и 3,842±0,142 км. Согласно тем же источникам альбедо оценивается как 0,3004±0,0485, 0,29±0,11 и 0,300±0,048.